# Castanopsis wallichii
Espèce
Statut de conservation UICN

 VU B1+2c : Vulnérable
Castanopsis wallichii est une espèce de plantes de la famille des Fagaceae.

## Publication originale
- The Flora of British India 5: 624. 1888.